# جينو هولاندر
جينو هولاندر (بالإنجليزية: Gino Hollander)‏ هو رسام أمريكي، ولد في 4 أغسطس 1924، وتوفي في 2015.